# Блэк, Шейн
Шейн Блэк (англ. Shane Black; род. 16 декабря 1961 года, Питтсбург, Пенсильвания) — американский кинорежиссёр, сценарист, актёр и продюсер. Он внёс вклад в некоторые из крупнейших боевиков — блокбастеров конца 1980-х — начала 1990-х годов, включая работу над «Смертельным оружием» и «Последним бойскаутом».

## Детство и юность
Блэк родился и вырос в Питтсбурге, Пенсильвания, США. Его родители — Патриция Энн Джеймс (англ. Patricia Ann James) и Пол Блэк (англ. Paul Black). Его отец был футбольной звездой колледжа, а позже основал свою типографию. Семья Блэков переехала в Фуллертон, Калифорния, где Шейн окончил школу Санни Хиллз. Затем он обучался театральному искусству в Калифорнийском университете в Лос-Анджелесе и окончил его в 1983 с намерением стать актёром. Пока Шейн пытался каким-либо способом заработать и найти актёрскую роль, его друг Фрэд Деккер попросил Блэка попробовать свои силы в написании сценариев. Вспомнив, чему его учили в колледже, он взял машинку и начал работать над своим первым сценарием. В 23 года Блэк за шесть недель написал свою вторую работу в качестве сценариста — сценарий к фильму «Смертельное оружие». Его агент, Дэвид Гринблатт, продал этот сценарий за три дня. Фильм стал успешной франшизой и помог Мелу Гибсону стать суперзвездой.

## Карьера

### Съёмки
Свою первую роль Блэк сыграл в фильме «Хищник» (1987), затем принял участие в съемках ещё пяти фильмов, и в одном эпизоде сериала «Тёмное правосудие» на телевидении.

### Написание сценариев
Большую часть карьеры Блэка занимает написание сценариев — он написал 10 сценариев. Он продал свой первый сценарий — «Смертельное оружие», написанный в 1987 году за $250 000 и получил $125 000 как соавтор «Смертельного оружия 2», написанного в 1989 году. За свои последующие работы в качестве сценариста Блэк стал получать более крупные суммы. Он получил 1,75 миллионов долларов за сценарий «Последний бойскаут», написанный в 1991 году, и 1 миллион долларов за «Последний киногерой» в 1993 году. На пике карьеры он был самым высокооплачиваемым сценаристом в Голливуде, получив 4 миллиона долларов за сценарий фильма «Долгий поцелуй на ночь». Блэк был сценаристом и режиссёром фильма «Поцелуй навылет».
Блэк неоднократно признавался, что многие киносценарии, написанные им для других режиссёров, несмотря на то, что он получил за них крупные суммы, были переписаны так, что уже не напоминали свой первоначальный вариант.
Но два сценария — «Последний бойскаут» и «Долгий поцелуй на ночь», которые в то время были проданы за бо́льшие деньги, чем любой другой сценарий, — оба были сильно переписаны.
Блэк использовал для некоторых проектов псевдонимы Гарри Лайм и Холли Мартинс, имена двух главных персонажей фильма «Третий человек».

#### Стиль
Блэк имеет узнаваемый стиль письма. Он часто добавляет комментарии и шутки о ситуациях, происходящих в истории. Иногда он адресует свои комментарии руководителям студий и некоторым читателям сценария. Блэк описал методы, которые он использует при написании сценариев в интервью The Guardian.
Он использовал похищение человека в качестве основы сюжета в нескольких фильмах: «Смертельное оружие», «Последний бойскаут», «Долгий поцелуй на ночь», «Поцелуй навылет» и «Железный человек 3». Пять его сценариев начинаются с буквы «L». Как минимум пять историй из его сценариев происходят во время Рождества.

## Награды
Блэк получил награду в номинации «Заслуженный сценарист» на кинофестивале в Остине 21 октября 2006 года. В 2005 году он получил награду за лучший оригинальный сценарий к фильму «Поцелуй навылет» от ассоциации кинокритиков Сан-Диего.

## Личная жизнь
Блэк не афиширует свою личную жизнь. Известно, что у него есть дочь Линдси и внук Кун.
В феврале 2009 года ему был предъявлен иск от бывшей подруги за нападение, приставание и эмоциональные переживания; она утверждала, что в ходе их отношений Блэк бил её, душил, пинал ногами и пытался застрелить. В марте 2009 года он выступил с ответным иском, утверждая, что она была подвержена действию наркотиков.
Выступил в поддержку Мэла Гибсона, звезды оригинальной франшизы «Смертельное оружие» по сценарию Блэка, который на долгое время исчез с экранов после ряда пьяных выходок. По его мнению, Гибсон — «хороший парень», который попал в «чёрный список» Голливуда, хотя никто не несёт ответственности за слова, сказанные в нетрезвом виде, и сам Блэк безуспешно пытался запустить проекты с его участием.

## Фильмография

### Актёр
| Год     | Фильм                       | Роль              | Примечания                              |
| ------- | --------------------------- | ----------------- | --------------------------------------- |
| 1986    | Ночь пресмыкающихся         | Полицейский       | Не указан в титрах                      |
| 1987    | Хищник                      | Рик Хоукинс       | Также скрипт-доктор                     |
| 1988    | Мёртвый полицейский         | Патрульный        | Также скрипт-доктор                     |
| 1990    | Охота за "Красным Октябрём" | Джеймс Крюман     | Также скрипт-доктор; не указан в титрах |
| 1991-93 | Темное правосудие           | Калдекотт Раш     | Телесериал, 3 эпизода                   |
| 1993    | Робокоп 3                   | Доннели           | Также скрипт-доктор                     |
| 1993    | Детектив Майк               | Майк              |                                         |
| 1994    | Царство Ночи                | Камео             |                                         |
| 1997    | Лучше не бывает             | Брайан            |                                         |
| 1997    | Гори, Голливуд, гори        | Камео             |                                         |
| 2002    | Бойскаут                    | Приспешник №2     | Короткометражный                        |
| 2007    | Обезьяны                    | Камео             |                                         |
| 2013    | Агент Картер                | Бестелесный голос | Короткометражный                        |
| 2015    | Любой день                  | Джино             |                                         |
| 2016    | Состояние свинга            | Люк               |                                         |
| 2018    | Дикое ничто                 | Фил               | Короткометражный                        |

### За кадром
| Год  | Фильм                  | Режиссёр | Сценарист | Продюсер       | Примечания                 |
| ---- | ---------------------- | -------- | --------- | -------------- | -------------------------- |
| 1987 | Смертельное оружие     |          | Да        |                |                            |
| 1987 | Взвод монстров         |          | Да        |                |                            |
| 1989 | Смертельное оружие 2   |          | Сюжет     |                |                            |
| 1991 | Последний бойскаут     |          | Да        | Исполнительный |                            |
| 1993 | Последний киногерой    |          | Да        |                |                            |
| 1996 | Долгий поцелуй на ночь |          | Да        | Да             |                            |
| 2005 | Поцелуй навылет        | Да       | Да        |                |                            |
| 2006 | Самоволка              |          | Да        | Исполнительный | Короткометражный           |
| 2013 | Железный человек 3     | Да       | Да        |                |                            |
| 2015 | Эдж                    | Да       | Да        | Да             | Телевизионный пилот        |
| 2016 | Славные парни          | Да       | Да        |                |                            |
| 2016 | Смертельное оружие     |          | Сюжет     |                | Телесериал, эпизод "Пилот" |
| 2018 | Хищник                 | Да       | Да        |                |                            |
| TBA  | Грязная игра           | Да       | Да        |                |                            |